# João José Pereira
Pour les articles homonymes, voir José Pereira.
João José Sales Henriques de Carvalho Pereira né le 28 décembre 1987 à Caldas da Rainha est un triathlète professionnel portugais, 
champion d'Europe en 2017.

## Biographie

### Jeunesse
Durant son adolescence, João José Pereira pratique le sport occasionnellement, mais après un temps record dans un test d'endurance, son professeur le convainc d'essayer le triathlon, qu'il commença pour garder la forme, mais ensuite il s'entraîna dur pour surmonter son handicap dans la natation, il commença les compétitions en 2008, il pourra d'ailleurs dès l'année d'après se mesurer aux meilleures de la planète dans sa catégorie, il prendra la médaille de bronze au championnat du monde espoirs en 2009.

### Carrière en triathlon
João José Pereira obtient le statut d'espoir du Portugal dès sa sixième place au championnat d'Europe de 2011 à Pontevedra
Il finit cinquième des championnats du monde en 2014 derrière deux Espagnols Javier Gómez et Mario Mola et deux Britanniques Jonathan Brownlee et Alistair Brownlee. Il confirme un an après en terminant huitième du championnat du monde. Il prend la cinquième place aux Jeux olympiques de Rio de Janeiro en 2016. Une année plus tard, il sera sacré champion d'Europe à Kitzbühel en Autriche.

## Palmarès
Le tableau présente les résultats les plus significatifs (podium) obtenus sur le circuit international de triathlon depuis 2010,.
| Année | Compétition                               | Pays        | Position           | Temps           |
| ----- | ----------------------------------------- | ----------- | ------------------ | --------------- |
| 2019  | Championnats d'Europe de triathlon        | Pays-Bas    | Médaille d'argent  | 1 h 35 min 23 s |
| 2018  | Grand Prix de triathlon - Étape de Paris  | France      | Médaille d'argent  | Timing          |
| 2018  | Jeux Méditerranéens                       | Espagne     | Médaille d'or      | 0 h 57 min 28 s |
| 2017  | Championnats d'Europe de triathlon        | Autriche    | Médaille d'or      | 1 h 45 min 31 s |
| 2017  | Championnats d'Europe de triathlon sprint | Allemagne   | Médaille d'or      | 0 h 57 min 33 s |
| 2017  | Challenge Lisbonne                        | Portugal    | Médaille d'or      | 3 h 41 min 23 s |
| 2017  | Coupe d'Europe - l'étape de Quarteira     | Portugal    | Médaille d'or      | 1 h 48 min 44 s |
| 2016  | Coupe du monde - l'étape de Mooloolaba    | Australie   | Médaille de bronze | 0 h 53 min 20 s |
| 2015  | Coupe du monde - l'étape d'Alanya         | Turquie     | Médaille d'or      | 1 h 45 min 10 s |
| 2015  | WTS Stockholm                             | Suède       | Médaille d'argent  | 1 h 50 min 18 s |
| 2014  | WTS Chicago                               | États-Unis  | Médaille d'argent  | 1 h 47 min 29 s |
| 2014  | WTS Londres                               | Royaume-Uni | Médaille de bronze | 0 h 49 min 49 s |
| 2013  | Coupe panaméricaine - l'étape de Sarasota | États-Unis  | Médaille d'or      | 1 h 44 min 33 s |
| 2012  | Grand Prix de triathlon - Étape de Paris  | France      | Médaille d'argent  | Timing          |
| 2010  | Coupe du monde - l'étape de Holten        | Pays-Bas    | Médaille de bronze | 1 h 54 min 24 s |